# Pimplaetus mucronis
Pimplaetus mucronis är en stekelart som beskrevs av Gupta och Tikar 1976. Pimplaetus mucronis ingår i släktet Pimplaetus och familjen brokparasitsteklar. Inga underarter finns listade i Catalogue of Life.